# Gastrolobium oxylobioides
Gastrolobium oxylobioides är en ärtväxtart som beskrevs av George Bentham. Gastrolobium oxylobioides ingår i släktet Gastrolobium och familjen ärtväxter. Inga underarter finns listade i Catalogue of Life.